# Twyford (Buckinghamshire)
Pour les articles homonymes, voir Twyford.
Twyford est une paroisse civile et un village du Buckinghamshire, en Angleterre.